# ボーソレイユ (アルプ＝マリティーム県)
ボーソレイユ （フランス語:Beausoleil、オック語ニース方言:Bèusoulè）は、フランス、プロヴァンス＝アルプ＝コート・ダジュール地域圏、アルプ＝マリティーム県のコミューン。

## 地理
モナコを見下ろす分水嶺の上に位置する。ボーソレイユの町は、テト・ド・シアン（fr、犬の頭）という岩山と、アジュル山（fr）に囲まれている。フランス領土内に位置する町であるが、モンテカルロとともに1つの都市圏を形成している。植生は地中海性で、ロンドンリリー（en）やトウダイグサ属の美しい群生地といった、まれな種類も見られる。

## 歴史
1904年、ラ・テュルビーから分離してコミューンとなった。新たな町はモンテカルロ・シュペリウール（Monte Carlo Supérieur）と呼ばれていたが、モナコからの抗議を受け、ボーソレイユという観光客向けの名のような名称が選ばれた。
コミューンの誕生は、対モナコ国境にあたるラ・テュルビー南部の発展と人口増加によって不可欠であった。当時、モナコ、特にモンテカルロは観光業の発展著しく、そして周囲のコミューン住民や近接するイタリアから建設業に従事するため多くの移住者が流入していた。
初代ボーソレイユ市長で、ボーソレイユ創設者とも呼ばれるカミーユ・ブラン（モンテカルロのカジノ経営者。精神分析学者マリー・ボナパルトの伯父）は、コミューンを象徴する人物であった。
モナコの都市化はボーソレイユにも伝播した。町には今も当時の美しい思い出が残っている。歴史的建造物に分類されるものに、ベル・エポック様式のリヴィエラ宮殿がある。リヴィエラ宮殿のガラス屋根やボーソレイユ市場のようないくつかの建物は、エッフェル計画に現在割り当てられている。
コミューンの歴史は、クレマイェール（1893年から丘陵をラ・テュルビーへ向かい登っていたラック式鉄道）の恐ろしい事件で際立っている。機械系統の事故により、車両が出発点へ向かって降下し始め、数名の死者が出た。この鉄道は1932年に廃止された。

## 出身者
- ロジェ・アルバン - 音楽家

## 姉妹都市
- アルバ (クーネオ県)、イタリア